# Pérenchies
Pérenchies je francouzská obec v departementu Nord v regionu Hauts-de-France. Žije zde přibližně 8 500 obyvatel.

## Geografie

### Sousední obce
| Růžice kompasu | Houplines  | Frelinghien | Verlinghem | Růžice kompasu |
| Růžice kompasu | Prémesques | Sever       |            | Růžice kompasu |
| Růžice kompasu | Prémesques | Pérenchies  |            | Růžice kompasu |
| Růžice kompasu | Prémesques | Jih         |            | Růžice kompasu |
| Růžice kompasu |            | Lille       | Lompret    | Růžice kompasu |